# Хайнрих Барт
Хайнрих Барт (на немски: Heinrich Barth) е германски историк, филолог, географ и пътешественик. Един от най-големите изследователи на Африка. Проучвал Балканския полуостров, Мала Азия, Испания, Италия, Алпите. Пътувал няколко пъти през Балканите, като през 1862 година е обхождал специално българските земи, а наблюденията си публикува в 1864 година.

## Биография

### Образование
Роден е на 16 февруари 1821 година в Хамбург, Германия. През 1844 година завършва Берлинския университет, като по време на следването си посещава Италия и Сицилия, което пътуване спомага за запознаването му с начините на провеждане на полеви изследвания. След завършване на следването си заминава за Лондон, където една година усилено изучава арабски език, който усвоява до съвършенство, и владеенето на който много му помага в последвалите пътувания в арабския свят.

### Изследователска дейност (1845 – 1864)

#### Първо пътешествие (1845 – 1847)
В периода 1845 – 1847 година Барт пътува в Испания и страните от северноафриканското крайбрежие – Мароко, Алжир, Тунис, Либия и Египет. Изкачва се по Нил до Уади Халфа, прекосява Синайския п-ов, посещава Сирия, Мала Азия, Турция и Гърция, като навсякъде се запознава с древните архитектурни забележителности на посетените страни и изучава бита и традициите на местното население.
След завръщането си от своето първо голямо пътуване за около две години е преподавател в Берлинския университет, като през това време написва и издава първата си книга посветена на пътуването му в средиземноморските страни.

#### Експедиция в Африка (1849 – 1855)
По настояване на пруския посланик в Англия и някои учени в т.ч. Александър фон Хумболт и Адолф Офервег, Барт е включен в британската сахарска експедиция на Джеймс Ричардсън.
През декември 1849 година експедицията тръгва от Тунис достига до Триполи по крайбрежието, където Барт се присъединява към нея и откъдето всички поемат на юг. В района на Гат, Югозападна Либия), Барт описва, рисува и изучава скалните рисунки по склоновете на планината Тасили н`Аджер на древните жители на Сахара, свидетелствуващи за богатата флора и фауна в централната част на пустинята няколко хилядолетия назад. Тези негови находки и научните му изводи за изменението на климата на Сахара и условията на живот на населението ѝ в исторически обозримото минало определят за 100 години напред бурния интерес у европейците за палеогеографията на пустинята. В началото и средата на ХХ век са открити и изследвани много нови находки, които потвърждават неговите първични изводи. Освен това Барт се интересува от езика и бита на туарегите, растителността и животинския свят, отбелязва положението на планинските масиви и определя координатите на множество географски обекти.
От Гат експедицията продължава на юг и през октомври 1850 година пристига в Агадес (сега в Централен Нигер. От Агадес тримата се движат на юг, но скоро се разделят. Барт продължава на юг до Кано в Северна Нигерия и оттам на изток до Кукава в Североизточна Нигерия (на запад от езерото Чад), където пристига през май 1851 година и се среща с Адолф Офервег. Там двамата научават за смъртта на Ричардсън на 4 март 1851 година и Барт става ръководител на експедицията.
В края на май 1851 година тръгва самостоятелно на юг и достига до Йола (в горното течение на река Бенуе, в Източна Нигерия), след което се връща обратно в Кукава, където отново се съединява с отряда на Адолф Офервег. През септември и октомври двамата заедно изследват областта Канем (на североизток от езерото Чад). В края на 1851 и началото на 1852 година двамата вземат участие във военен поход на местния управител в района на долното течение на река Логоне (ляв приток на Шари).
От март до август изследва областта Бигирми (на югоизток от езерото), след което отново се завръща на брега на езерото, където научава, че и Адолф Офервег е починал от тропическа малария и Барт остава сам. Съвместните изследвания на Барт и Ричардсън разрешават в общи линии загадката на езерото Чад. Те установяват, че в езерото се вливат няколко реки от юг и югозапад, но не изтича нито една. Доказват „движещите се брегове“ на езерото в зависимост от редуването на влажните и сухите сезони и режима на подхранващите го реки. Откриват горното течение на пълноводната река Бенуе (най-голям ляв приток на Нигер).
Въпреки че остава сам Барт не прекратява изследванията си и в края на 1852 година от Кукава се движи на запад до Зиндер, сега в Южен Нигер), където получава дългоочакваните пари за експедицията. Благодарение на дългоочакваната материална поддръжка той решава да продължи на запад до Тимбукту и да изследва средния басейн на Нигер. През първата половина на 1853 година продължава на запад от Зиндер, като преминава през градовете Кацина и Сокото в Северна Нигерия и през лятото достига до река Нигер на юг от Ниамей (около Сей). Оттам продължава на северозапад и през септември 1853 година достига до Тимбукту, като става третият европеец след Александър Гордън Ленг и Рене Огюст Кайе посетил легендарния град.
Дългогодишните лишения по време на пътешествията му оказват влияние на неговото здраве. В Тимбукту прекарва дълго и тежко заболяване от треска и дизентерия, освен това животът му е в непрекъсната опасност и от враждебността на местните жители – фанатици-мюсюлмани. Тук на помощ обаче му идват неговите блестящи знания за арабската култура и религия. Същевременно няколко местни управници се стремят да извлекат лична изгода и да завържат търговия с европейските търговци чрез посредничеството на смелия пътешественик, от което Барт се възползва максимално, за да продължи изследванията си.
Повече от половин година Барт пребивава в Тимбукту и през април 1854 година се отправя обратно. Спуска по Нигер до Сей, сега в Южен Нигер), като картира значителна част от средното течение на Нигер. В Кукава пристига в края на 1854 година От там пресича Сахара от юг на север и през август 1855 година се добира до Триполи.
По време на 6-годишното си пътешествие събира богат географски, исторически, етнографски и лингвистичен материал, на базата на който написва огромен труд озаглавен „Пътешествия и открития в Северна и Централна Африка през 1849 – 1855“, който излиза през 1858 година в 5 тома и съдържа над 3500 страници, като тази книга е все още актуална относно етнографията на тогавашното население на Сахара.

#### Пътешествие по Балканския полуостров (1858 – 1864)
От 1858 до 1864 година извършва третото си голямо пътешествие, като този път провежда изследвания на Балканския полуостров (в т.ч. територията на днешна България) и Мала Азия.
През 1862 година Барт пътува в европейска Турция по маршрута Русе – Търново – Габрово – Казанлък – Пловдив – Самоков – Прилеп – Битоля – Солун, като изучава природните обекти и населението. През 1864 година публикува „Пътуване във вътрешността на европейска Турция...“ (Reise durch das Innere der europäischen Türkei von Rutschuk über Philippopel, Rilo (Monastir), Bitolia u. den Thessalischen Olymp nach Saloniki im Herbst 1862). Книгата му става ценен справочник за руските военни по време на Руско-турската война (1877-1878).
В тази книга отбелязва българския народностен характер на християнското население в Македония. За долината на Падешет пише, че „това е една истинска идилична уединеност на тези кирилско-български християни. Нито един мюсюлманин не живее тук“, за Бедьова отбелязва, че в това градче с три джамии „предпочитат ракията, макар че от 380-те къщи, които съставляват селището, само 80 се обитават от християнски българи“, че селищата Подареше, Ораовица, Креме, Роздене, Баница, Забурдери и т.н. са обитавани от българи; за Прилеп, в който вижда „джамии и още по-голям брой църкви“, пише, че не е в състояние да определи точното съотношение между християнското и мюсюлманското население, но определено са го уверили, че българското население брои 11 000 души, и т.н.

### Последни години (1864 – 1865)
След завръщането си от последното си пътуване Барт е назначен за професор по география в Берлинския университет (1863) и заема тази длъжност до смъртта си.
Умира на 25 ноември 1865 година в Берлин на 44-годишна възраст.

## Трудове
- Reisen und Entdeckungen in Nord- und Centralafrika in den Jahren 1849 bis 1855, bd. 1 – 5, Gotha, 1855 – 1858
- Reise durch das Innere der europäischen Türkei von Rutschuk über Philippopel, Rilo (Monastir), Bitolia u. den Thessalischen Olymp nach Saloniki im Herbst 1862. Berlin 1864. . Zuerst erschienen in der Zeitschrift für 1upAllgemeine Erdkunde, NF 15 (1863), S. 301–358, 457–538; 16 (1864), S. 117–208